# Moderní architektura v Česku

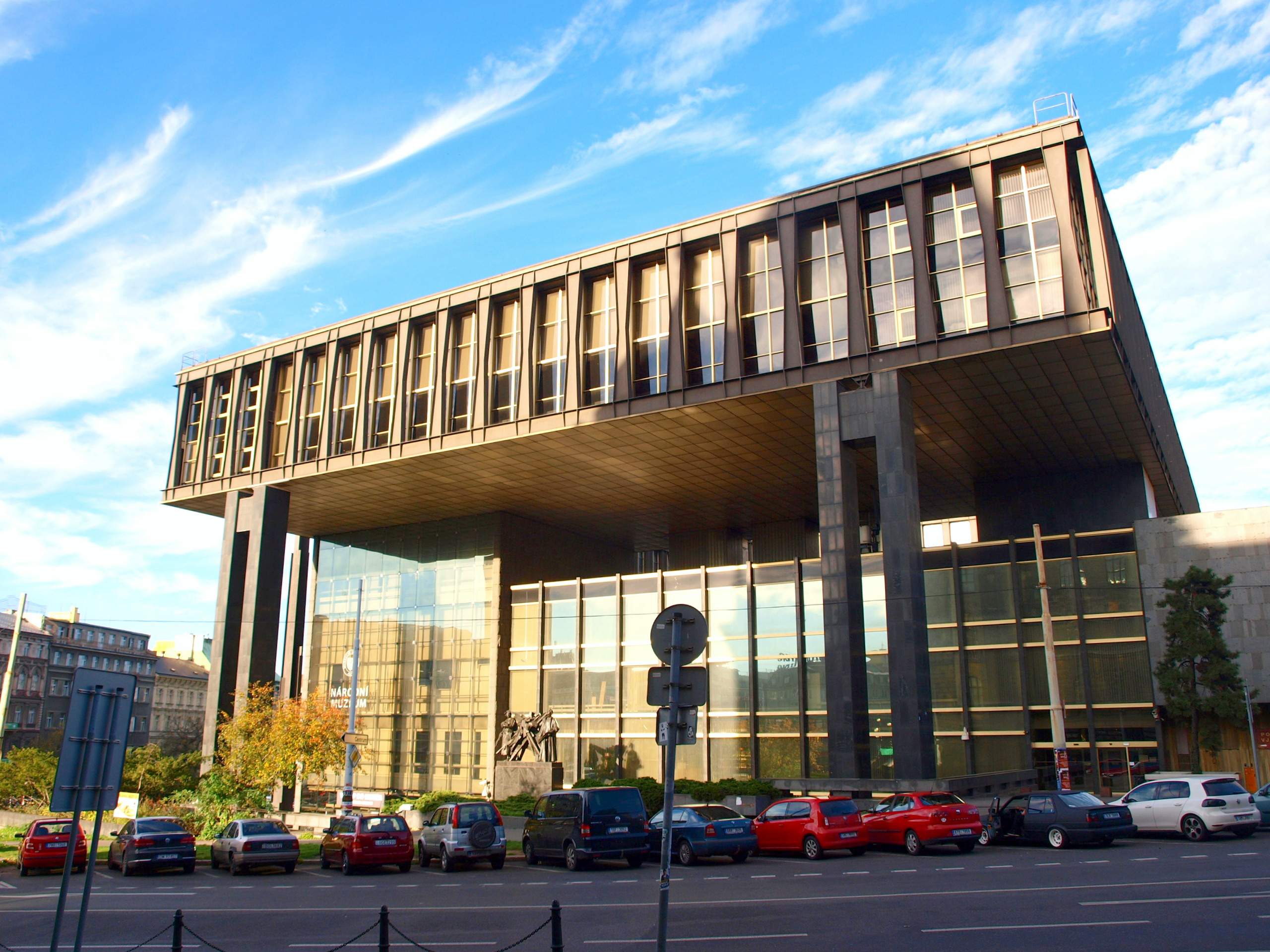
Brutalistní budova bývalého Federálního shromáždění ČSSR

Moderní architektura v Česku je pojem spíše obecný a podobně jako světová moderní architektura zahrnuje mnoho více či méně samostatných architektonických stylů s podobnými charakteristikami. Tento styl vznikl na počátku 20. století a úzce souvisí s fenoménem moderny.
Cílem tvůrců české moderní architektury, podobně jako u té světové, bylo v prvé řadě o zjednodušování forem a eliminace nadbytečných ornamentů.

## Styly moderní architektury
V českém prostředí, případně též na Slovensku, je možné se setkat s následujícími styly moderní architektury:
- Funkcionalismus
- brutalismus
- kubismus
- rondokubismus (též České art deco, či tzv. styl Legiobanky)
- konstruktivismus
- bruselský styl
- socialistický realismus